# 완전제곱식 만들기
초등대수학에서 완전제곱식 만들기(영어: completing the square)는 이차 다항식을 일차 일계수 다항식의 제곱의 상수배(완전제곱식)와 상수의 합의 꼴
{\displaystyle a(x-h)^{2}+k}
로 나타내는 기법이다.:101–102 완전제곱식 만들기는 이차 방정식의 풀이에 사용된다.

## 정의
임의의 복소수 계수 이차 다항식
{\displaystyle f(x)=ax^{2}+bx+c\qquad (a,b,c\in \mathbb {C} ,\;a\neq 0)}
은 항상 다음과 같이 일차 일계수 다항식의 제곱의 상수배와 상수의 합의 꼴로 나타낼 수 있다.
{\displaystyle {\begin{aligned}f(x)&=ax^{2}+bx+c\\&=a\left(x^{2}+{\frac {bx}{a}}\right)+c\\&=a\left(x^{2}+2\cdot {\frac {b}{2a}}\cdot x+\left({\frac {b}{2a}}\right)^{2}\right)+c-{\frac {b^{2}}{4a}}\\&=a\left(x+{\frac {b}{2a}}\right)^{2}+c-{\frac {b^{2}}{4a}}\end{aligned}}}
이러한 기법을 흔히 완전제곱식 만들기라고 부른다.

### 다변수 다항식
{\displaystyle n}개의 변수 {\displaystyle x_{1},x_{2},\dotsc ,x_{n}}에 대한 복소수 계수 이차 다변수 다항식
{\displaystyle f(x_{1},x_{2},\dotsc ,x_{n})=x^{\top }Ax+b^{\top }x+c=\sum _{i=1}^{n}\sum _{j=1}^{n}A_{ij}x_{i}x_{j}+\sum _{k=1}^{n}b_{k}x_{k}+c}
이 주어졌다고 하자. 여기서
{\displaystyle x={\begin{pmatrix}x_{1}\\x_{2}\\\vdots \\x_{n}\end{pmatrix}},\;b={\begin{pmatrix}b_{1}\\b_{2}\\\vdots \\b_{n}\end{pmatrix}}}
은 복소수 열벡터이며 ({\displaystyle b_{i}\in \mathbb {C} }), {\displaystyle A}는 영행렬이 아닌 복소수 {\displaystyle n\times n} 대칭 행렬이며 ({\displaystyle A_{ij}=A_{ji}\in \mathbb {C} }, {\displaystyle \textstyle \sum _{i=1}^{n}\sum _{j=1}^{n}A_{ij}^{2}\neq 0}), {\displaystyle ^{\top }}은 전치 행렬이다. 만약 추가로 {\displaystyle A}가 가역 행렬이라면, {\displaystyle f(x_{1},x_{2},\dotsc ,x_{n})}는 새로운 변수 {\displaystyle x'=x+(1/2)A^{-1}b}에 대한 이차 동차 다항식과 상수의 합으로 나타낼 수 있다.
{\displaystyle {\begin{aligned}f(x)&=x^{\top }Ax+b^{\top }x+c\\&=x^{\top }Ax+{\frac {1}{2}}x^{\top }b+{\frac {1}{2}}b^{\top }x+{\frac {1}{4}}b^{\top }A^{-1}b+c-{\frac {1}{4}}b^{\top }A^{-1}b\\&=x^{\top }A\left(x+{\frac {1}{2}}A^{-1}b\right)+{\frac {1}{2}}b^{\top }\left(x+{\frac {1}{2}}A^{-1}b\right)+c-{\frac {1}{4}}b^{\top }A^{-1}b\\&=\left(x^{\top }+{\frac {1}{2}}b^{\top }A^{-1}\right)A\left(x+{\frac {1}{2}}A^{-1}b\right)+c-{\frac {1}{4}}b^{\top }A^{-1}b\\&=\left(x+{\frac {1}{2}}A^{-1}b\right)^{\top }A\left(x+{\frac {1}{2}}A^{-1}b\right)+c-{\frac {1}{4}}b^{\top }A^{-1}b\end{aligned}}}

## 응용
이차 함수를 일차 일계수 다항식의 제곱의 상수배와 상수의 합으로 나타내어, 이차 함수의 여러 성질들을 구할 수 있다.

### 구체적인 이차 함수의 예
실수 이차 함수
{\displaystyle f(x)=x^{2}-2x-3}
을 일차 일계수 다항식의 제곱의 상수배와 상수의 합으로 나타내면 다음과 같다.
{\displaystyle {\begin{aligned}f(x)&=x^{2}-2x-3\\&=x^{2}-2x+1-4\\&=(x-1)^{2}-4\end{aligned}}}
이로부터, 이 다항식의 다음과 같은 성질들을 구할 수 있다.
- 대칭축은 직선 {\displaystyle x=1}이다.
- 최솟값은 {\displaystyle f(1)=-4}이다.

또한,
{\displaystyle f(x)=0\iff (x-1)^{2}=4\iff x-1=\pm 2}
이므로, {\displaystyle f(x)}의 두 근은 {\displaystyle x=-1}과 {\displaystyle x=3}이다.

### 일반적인 이차 함수
더 일반적으로, 실수 이차 함수
{\displaystyle f(x)=a(x-h)^{2}+k\qquad (a,h,k\in \mathbb {R} ,\;a\neq 0)}
의 대칭축은 직선 {\displaystyle x=h}이다. {\displaystyle a>0}인 경우 최솟값은 {\displaystyle f(h)=k}이며, {\displaystyle a<0}인 경우 최댓값이 {\displaystyle f(h)=k}이다. {\displaystyle h}나 {\displaystyle k}가 변화할 때, 이 이차 함수의 그래프는 {\displaystyle h}가 증가하는 만큼 오른쪽으로 평행 이동하며, {\displaystyle k}가 증가하는 만큼 위로 평행 이동한다. 만약 {\displaystyle k>0}이라면, {\displaystyle f(x)}는 두 개의 서로 다른 실근을 가진다. 만약 {\displaystyle k=0}이라면, {\displaystyle f(x)}는 중복도가 2인 하나의 실근을 가진다. 만약 {\displaystyle k<0}이라면, {\displaystyle f(x)}는 실근을 가지지 않으며, 두 개의 서로 다른 허근을 갖는다.

이차 함수 {\displaystyle f(x)=(x-h)^{2}}의 그래프 ({\displaystyle h=0,5,10,15})
이차 함수 {\displaystyle f(x)=x^{2}+k}의 그래프 ({\displaystyle k=0,5,10,15})
이차 함수 {\displaystyle f(x)=(x-h)^{2}+k}의 그래프 ({\displaystyle h=k=0,5,10,15})

## 참고 문헌
1. ↑  Gelfand, Israel M.; Shen, Alexander (1993). 《Algebra》 (영어). Boston, MA: Birkhäuser. ISBN 978-0-8176-3677-7. Zbl 0785.00001.